# Płochacz
Płochacz – pies używany od wielu stuleci do polowania na drobną zwierzynę (w tym ptaki), przy czym ich rola polegała na wyszukiwaniu i wypłaszaniu jej z krzewów i szuwarów oraz aportowaniu po strzale. Obecnie płochacze są w myślistwie dość często stosowane, choć wiele ras hoduje się jako psy pokojowe towarzyszące ze względu na ich urodę i charakter.

## Rasy zakwalifikowane do płochaczy
- Clumber Spaniel
- Cocker spaniel amerykański
- Cocker spaniel angielski
- Kooikerhondje (płochacz holenderski)
- Płochacz niemiecki
- Polski spaniel myśliwski
- Field Spaniel
- Springer spaniel angielski
- Springer spaniel walijski
- Sussex Spaniel
- Golden retriever